# 小山卯三郎
小山 卯三郎（おやま うさぶろう、1903年 - 1985年3月4日）は、日本の指揮者。大日本帝国陸軍で軍楽隊の指揮者として活躍した後、戦後も複数の楽団を指揮した。

## 生涯
1903年(明治36年)、熊本県玉名郡玉名村（現・玉名市）迫間に生まれた。同じ村の出身で、東京の陸軍戸山学校軍楽隊を卒業した田邉隆太郎が帰郷して演奏したコルネットに魅せられて音楽の道を志すようになった。1909年(明治42年)に玉名村立玉名尋常小学校に入学した。卒業後の1920年(大正9年)、陸軍戸山学校に入学するとクラリネットとバイオリンを専攻した。
卒業後は軍楽隊に所属し、1939年(昭和14年)には陸軍戸山学校の教官となった。1942年(昭和17年)にはビルマ方面の軍楽隊隊長として派遣された。1945年(昭和20年)には陸軍軍楽大尉、近衛第1師団司令部、陸軍省教育総監部、宮内省禁衛府皇宮衛士総隊奏楽隊隊長などを歴任。宮内省の吹奏楽隊、雅楽隊などすべての指導を行い、国賓を迎える演奏を担っていた。
1946年(昭和21年)に日本国有鉄道門司鉄道局熊本管理部吹奏楽団の指揮者をした後、玉名に帰郷した。1950年(昭和25年)にはNHK熊本中央放送管弦楽団の指揮を担当した。
1953年(昭和28年)に熊本県立玉名高等学校（現・熊本県立玉名高等学校・附属中学校）の校歌を作曲した。1955年(昭和30年)に熊本県吹奏楽連盟が発足すると、初代理事長に就任した。1957年(昭和32年)、初めての熊本県吹奏楽コンクールが開催され、最優秀団体はカップを寄贈されて「小山杯」と称された。同年、NHK福岡放送管弦楽団の常任指揮者となった。1958年(昭和33年)2月にはブリヂストンタイヤ久留米工場吹奏楽団（後にブリヂストン吹奏楽団久留米）の2代目常任指揮者に就任し、1959年（昭和34年）5月まで担当した。1963年（昭和38年）6月に4代目常任指揮者に就任すると、楽団を全日本吹奏楽コンクールで10年連続金賞を受賞する、日本でもトップクラスの吹奏楽団に育て上げ、終身指揮者として関わってきた。
1983年(昭和58年)、80歳を機に音楽活動を終了した。1985年(昭和60年)3月4日に死去した。享年82歳。葬儀は、ブリヂストン吹奏楽団久留米の楽団葬として執り行われた。

## エピソード
- 1965年(昭和40年)に公開された映画『戦場に流れる歌』で加山雄三が演じた軍楽隊長小沼中尉は、卯三郎がモデルだとされている[1]。
- 生前、卯三郎は「ステージで指揮をしながら死ねたら最高」と話していたという。日々の生活でも、食事が終わるとすぐに寝転んでは指揮者用の楽譜を広げ、手を動かし、しばらくすると今度は大音量でクラシックの曲を聴く。というのが日課だった[1]。

## 関連作品

### テレビドラマ
- 郷土の偉人シリーズ　こころをつないだタクト～指揮者・小山卯三郎～　(卯三郎を主人公としたドキュメンタリードラマ。卯三郎は俳優の西村和彦が演じる。)[1]